# En älskvärd man
En älskvärd man (engelska: Too Good to Be True) är en brittisk dramaserie vars första säsong hade premiär den 14 februari 2024 på Channel 5. Första säsongen som består av fyra avsnitt är skapad av David Leon.

## Handling
Serien handlar om städerskan Rachel som arbetar hårt för att försörja sig och sin lilla son. En dag möter hon en gåtfull man och livet tar plötsligt en ny vändning.

## Rollista (i urval)
- Kara Tointon - Rachel
- Charlie Hodson-Prior - Liam
- Allen Leech - Elliot
- Sara Powell - Simone
- Taj Atwal - Jasmine
- John Thomson - Geoff